# NGC 1126
NGC 1126 (również PGC 10868) – galaktyka spiralna (Sb), znajdująca się w gwiazdozbiorze Erydanu. Odkrył ją Lewis A. Swift 31 października 1886 roku.